# Qualificazioni al campionato europeo maschile di calcio 2012 - Spareggi

## Sorteggio
Il sorteggio per gli spareggi si è tenuto a Cracovia, in Polonia, il 13 ottobre 2011. Esso si è basato sul coefficiente UEFA e sul criterio delle teste di serie; c'è stata quindi una divisione in due urne tra le quattro migliori e le quattro peggiori squadre.
| Urna 1 (teste di serie)                                                          | Urna 2 (non teste di serie)                                                                 |
| -------------------------------------------------------------------------------- | ------------------------------------------------------------------------------------------- |
| - Croazia (32,723) - Portogallo (31,202) - Irlanda (28,203) - Rep. Ceca (27,982) | - Turchia (27,601) - Bosnia ed Erzegovina (27,199) - Montenegro (21,876) - Estonia (20,355) |

## Risultati

### Andata
| Arbitro: | Felix Brych |

|  |           |                                   |
|  | Marcatori | 2’ Olić 32’ Mandžukić 51’ Ćorluka |

| Arbitro: | Viktor Kassai |

|  |           |                                              |
|  | Marcatori | 13’ Andrews 67’ Walters 71’ 88’ (rig.) Keane |

| Arbitro: | Martin Atkinson |

|                       |           |  |
| Pilař 63’ Sivok 90+2’ | Marcatori |  |

| Zenica 11 novembre 2011, ore 20:00 CET | Bosnia ed Erzegovina | 0 – 0 referto | Portogallo | Stadion Bilino Polje (12.352 spett.)\| Arbitro: \| Howard Webb \| |
| Arbitro:                               | Howard Webb          |               |            |                                                                   |

### Ritorno
| Zagabria 15 novembre 2011, ore 20:05 CET | Croazia       | 0 – 0 referto | Turchia | Stadio Maksimir (26.371 spett.)\| Arbitro: \| Pedro Proença \| |
| Arbitro:                                 | Pedro Proença |               |         |                                                                |

| Arbitro: | Björn Kuipers |

|          |           |               |
| Ward 32’ | Marcatori | 57’ Vassiljev |

| Arbitro: | Nicola Rizzoli |

|  |           |             |
|  | Marcatori | 81’ Jiráček |

| Arbitro: | Wolfgang Stark |

|                                                    |           |                                 |
| Ronaldo 8’ 53’ Nani 24’ Postiga 72’ 82’ Veloso 80’ | Marcatori | 41’ (rig.) Misimović 65’ Spahić |

### Tabella riassuntiva
| Squadra 1            | Totale | Squadra 2  | Andata | Ritorno |
| -------------------- | ------ | ---------- | ------ | ------- |
| Turchia              | 0 - 3  | Croazia    | 0 - 3  | 0 - 0   |
| Estonia              | 1 - 5  | Irlanda    | 0 - 4  | 1 - 1   |
| Rep. Ceca            | 3 - 0  | Montenegro | 2 - 0  | 1 - 0   |
| Bosnia ed Erzegovina | 2 - 6  | Portogallo | 0 - 0  | 2 - 6   |